# Lista placówek oświatowych w Śremie

## Przedszkola
| Przedszkole                                  | Nazwa                                        | Rozpoczęcie działalności | Rodzaj szkoły                                                            | Adres                        | Liczba dzieci | Liczba nauczycieli | Liczba oddziałów |
| -------------------------------------------- | -------------------------------------------- | ------------------------ | ------------------------------------------------------------------------ | ---------------------------- | ------------- | ------------------ | ---------------- |
| Publiczne Przedszkole                        | "Niezapominajka"                             | 15 kwietnia 1945(dts)    | przedszkole publiczne (prowadzone przez Zgromadzenie Sióstr Elżbietanek) | ul. Dutkiewicza 1            | 144           | 11                 | 6                |
| Przedszkole nr 2                             | "Słoneczna Gromada"                          | 1972                     | przedszkole publiczne                                                    | ul. Mickiewicza 91           | 175           | 15                 | 7                |
| Przedszkole nr 3                             | "Jarzębinka"                                 | 1972                     | przedszkole publiczne                                                    | ul. Bora Komorowskiego 3     | 154           | 17                 | 7                |
| Przedszkole z Oddziałami Integracyjnymi nr 5 | "Mali Przyrodnicy"                           | 1987                     | przedszkole publiczne                                                    | ul. Bora Komorowskiego 4     | 158           | 20                 | 7                |
| Przedszkole                                  | "Pod Wierzbami"                              | 2002                     | przedszkole prywatne                                                     | ul. Grunwaldzka 12           | 160           | 10                 | 6                |
| Przedszkole nr 7                             | "Janka Wędrowniczka"                         | ?                        | przedszkole publiczne                                                    | ul. Chłapowskiego 12         | 154           | 15                 | 7                |
| Przedszkole                                  | Słoneczna Szóstka                            | 2008                     | przedszkole niepubliczne                                                 | ul. Konstytucji 3 Maja 2     | 57            | 23                 | 2                |
| Niepubliczne Przedszkole                     | im. bł. E. Bojanowskiego                     | 2003                     | przedszkole niepubliczne                                                 | ul. Kilińskiego 23           | 113           | 5                  | 4                |
| Niepubliczne przedszkole                     | Klub Malucha Bajkowy Świat Renata Cerekwicka |                          | przedszkole niepubliczne                                                 | ul. Adamskiego 1 63-100 Śrem |               |                    |                  |

## Szkoły podstawowe
| Szkoła                                | Patron                 | Rozpoczęcie działalności | Rodzaj szkoły    | Adres                    | Liczba uczniów | Liczba nauczycieli |
| ------------------------------------- | ---------------------- | ------------------------ | ---------------- | ------------------------ | -------------- | ------------------ |
| Szkoła Podstawowa nr 1                | im. Mikołaja Kopernika | 1957                     | szkoła publiczna | ul. Kochanowskiego 2     | 722            | 68                 |
| Szkoła Podstawowa nr 4                | im. Marii Konopnickiej | 1971                     | szkoła publiczna | ul. Grota Roweckiego 10  | 562            | 47                 |
| Szkoła Podstawowa nr 6                | im. Braci Barskich     | 1991                     | szkoła publiczna | ul. Konstytucji 3 Maja 2 | 700            | 54                 |
| Katolicka Publiczna Szkoła Podstawowa | im. Jana Pawła II      | 2010                     | szkoła publiczna | ul. Staszica 1           | 50             |                    |

## Gimnazja
| Szkoła                                                       | Patron                     | Rozpoczęcie działalności | Rodzaj szkoły                                    | Uwagi | Adres                 | Liczba uczniów | Liczba nauczycieli |
| ------------------------------------------------------------ | -------------------------- | ------------------------ | ------------------------------------------------ | --- | --------------------- | -------------- | ------------------ |
| Gimnazjum nr 1                                               | im. Polskich Noblistów     | 1999                     | szkoła publiczna                                 | wcześniej od 1983 roku – Szkoła Podstawowa nr 5 im. Arkadego Fiedlera                                                          | ul. Chłapowskiego 12a | 759            | 70                 |
| Gimnazjum Nr 2                                               | im. ks. Piotra Wawrzyniaka | 1999                     | szkoła publiczna                                 | wcześniej: 1916-1945 – szkoła polska, 1945–1952 – Publiczna Szkoła Powszechna Żeńska nr 2, 1952-1999 – Szkoła Podstawowa nr 2) | ul. Szkolna           | 414            | 44                 |
| Gimnazjum Dwujęzyczne                                        | im. gen. Józefa Wybickiego | 2009                     | szkoła publiczna prowadzona przez Powiat Śremski | gimnazjum działa przy Liceum Ogólnokształcącym                                                                                 | ul. Poznańska 11      | 30             |                    |
| Katolickie Publiczne Gimnazjum                               | im. Jana Pawła II          | 2010                     | szkoła publiczna                                 | | ul. Staszica 1        | 59             |                    |
| Niepubliczne Gimnazjum z Klasami Przysposabiającymi do Pracy |                            | 2004                     | szkoła niepubliczna                              | | ul. Wyszyńskiego 11   | 91             | 19                 |

## Szkoły średnie
| Szkoła                        | Patron                        | Rozpoczęcie działalności                     | Rodzaj szkoły    | Adres                  | Liczba uczniów | Liczba nauczycieli |
| ----------------------------- | ----------------------------- | -------------------------------------------- | ---------------- | ---------------------- | -------------- | ------------------ |
| Liceum Ogólnokształcące       | im. gen. Józefa Wybickiego    | 1858 rok (w latach 1858-1933 jako gimnazjum) | szkoła publiczna | ul. Poznańska 11       | 612            | 53                 |
| Zespół Szkół Ekonomicznych    | im. Cyryla Ratajskiego        | 1994                                         | szkoła publiczna | ul. Wybickiego 2       | 463            | 40                 |
| Zespół Szkół Technicznych     | im. Hipolita Cegielskiego     | 1963                                         | szkoła publiczna | ul. Staszica 3         | 400            | 46                 |
| Zespół Szkół Politechnicznych | im. Powstańców Wielkopolskich | 2008                                         | szkoła publiczna | ul. ks. Popiełuszki 30 | 829            | 67                 |

- Szkoły specjalne:

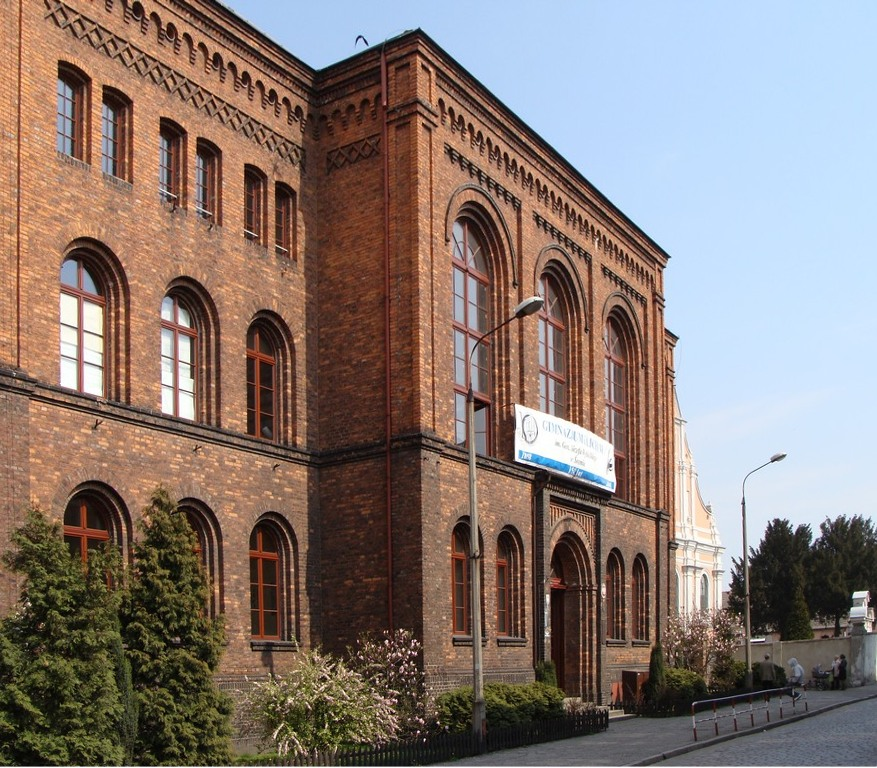
Liceum Ogólnokształcące

  - Zespół Szkół Specjalnych im. Marii Grzegorzewskiej, ul. Piłsudskiego 15, szkoła liczy 86 uczniów i 29 nauczycieli[4].

- Szkoły wyższe:
  - Wydział zamiejscowy  Uniwersytetu im. Adama Mickiewicza w Poznaniu (ul. Grunwaldzka) na którym prowadzone są 2 kierunki: Turystyka i rekreacja oraz Chemia materiałowa;
  - Wielkopolska Wyższa Szkoła Humanistyczno-Ekonomiczna w Jarocinie (wydział zamiejscowy w Śremie), ul. Grunwaldzka
    - Wydział Studiów Administracyjnych (od 2008 roku)[11].